# 天線寶寶
《天線寶寶》（英語：Teletubbies），是英國廣播公司（BBC）和Ragdoll公司製作的幼兒節目，初版發行於1997年到2001年，主要觀眾對象是1到5歲的兒童。
美国公共电视网、香港亞洲電視、無線收費電視、台灣公共電視、MOMO親子台、東森幼幼台、韓國放送公社電視二台（KBS 2TV）及中國中央電視台等，都曾經播映《天線寶寶》。目前，天线宝宝已经被113个国家和地区引进，并被翻译成45种语言播出。
2014年6月，英国广播公司宣布制作新版《天线宝宝》，共60集，将于2015年在美国尼克国际儿童频道播出。

## 制作
1996年，Ragdoll公司和BBC簽約，開始製作了這個長達260集、每集30分鐘的幼兒節目，主要的收視對象是12個月大到5歲的學齡前幼兒。Ragdoll 國際節目經理 Nick Kirkpatrick 強調：「《天線寶寶》不是教育節目，和《芝麻街》或大家都知道的很多兒童節目不一樣。《天線寶寶》只想呈現孩子在遊戲中學習、發展的有趣經驗。《天線寶寶》這個節目也是根據這個想法發展出來的。」
《天線寶寶》有兩個元素：一個是「幻想園地」、一個是「真實紀錄」。「幻想園地」是指《天線寶寶》的主要場景「神奇島」(香港譯名為天線得得園)，島上有許多幻想奇觀，讓孩子有創造力、想像力；四個天線寶寶在神奇島上玩樂，彼此之間有良好的關係，沒有暴力，雖然很多事情都不懂，但是很喜歡學習。天線寶寶們是科技的產物，是幻想的人物，不等同於人類，所以不一定要有父母、兄弟姊妹等人類關係，坐下時會發出「叭」的聲音。
Nick Kirkpatrick 說：Ragdoll公司很注重全球各地的《天線寶寶》配音版本，期望原來每個角色的個性都不會因配音而失真，也期望能用日常生活中的語言來配音。

## 人物介紹
| 角色                | 簡介 |      | 配音員 | 配音員 | 配音員   | 配音員   | 配音員 |
| 角色                | 簡介 | 英国 | 香港   | 臺灣   | 中国大陆 | 日本     |        |
| 丁丁（Tinky Winky） | 性別男，紫色天線寶寶，為體型最大者，白皮膚，天線為倒三角形，最喜歡的東西是紅色提袋。除此之外，丁丁熱愛散步、跳舞，經常出現跌倒的場面。                                                         |      |        | 熊肇川 | 曲敬国   | 大川透   |        |
| 迪西（Dipsy）       | 性別男，綠色天線寶寶，天線為直線，最喜歡的東西是乳牛斑紋的帽子，在四個天線寶寶之中排名第二。在所有天線寶寶之中，只有他是黑皮膚，象徵黑人。                                                     |      |        | 龍顯蕙 | 翟存元   | 真殿光昭 |        |
| 拉拉（Laa-Laa）     | 性別女，天線為捲型（像卡通中的豬尾巴），在四個天線寶寶之中排名第三，拉拉的皮膚及身體上的顏色都是黃色。其性格開朗豁達，豪邁大方。她最喜歡的東西是橘色皮球。                                     |      |        | 姚敏敏 | 唐烨     | 近藤玲子 |        |
| 小波（Po）          | 性別女，紅色天線寶寶，天線為圓形（像吹泡泡的棍子），為體型最小者，最喜歡的東西是紅色踏板車。在四個天線寶寶之中排名第四。有時很淘氣、頑皮，因為她有時候不會聽“喇叭”的命令。說話有時夾雜著粵語。 |      |        | 謝佼娟 | 王俪桦   | 远藤胜代 |        |
| 努努（Noo-Noo）     | 天線寶寶最喜愛的朋友，善良能幹的藍色內部隱藏式駕駛室的飛蟲玩具吸塵遠程機器人（新版為橙色和粉紅色），有兩顆圓圓的大眼睛，專門整理天線寶寶家的髒亂，偶爾也會頑皮一下，不說話，吸東西會發出聲音。 |      |        |        |          |          |        |
| 喇叭                | 偶爾從地面昇出、撥放歌曲、命令的玩具遠程機器人喇叭。 |      |        |        | 郭政建   | 小形满   |        |
| 旁白                | 本節目旁白，有時候天線寶寶會把旁白的話說一遍。 |      | 黃志成 | 沈光嘉 | 赵述仁   | 牛山茂   |        |

飾演丁丁的英國男星西門·謝爾頓於2018年1月17日辭世，享年52歲，而飾演迪西的John Simmit對此發文哀悼。
注：旧版《天线宝宝》中，每個天線寶寶的腹部都有一台電視機。为了配合科技的进步，在新版节目中，天線寶寶的腹部以輕觸式螢幕取代老式电视机。且也有八隻小天線寶寶出現。

## 争议

### 丁丁同志風波
1999年，《天線寶寶》在美國播出後，曾引起福音派的保守教會人士傑瑞·法威爾（Jerry Falwell）的批判，他質疑其中一名主角紫色的「丁丁」其實是同性戀，而他頭上的倒三角形天線及身上的紫色，都是同性戀的象徵。他的言論刊登於《National Liberty Journal》1999年2月號。事實上，早在1997年推出時，學術及文化評論員Andy Medhurst就已提出有關質疑，並刊登在當年7月號的《The Face》雜誌。
2007年，波蘭政府也打算對《天線寶寶》作出懲罰；當時該國教育部才因解僱宣揚同性戀的老師，受到歐盟官員的批評。2007年5月，由波蘭政府委託，負責監督兒童權益的一個組織代表依娃·蘇文史卡在28日出版的《Wprost雜誌》表示，她質疑《天線寶寶》鼓吹同性戀。她說：「丁丁拿了一個女用紅色皮包，一開始，我並不知道他是個男孩，我還在想，那皮包真是累贅，後來，我才逐漸意識到，那也許是一種同性戀的訊息。」不過在同月的30日，蘇文史卡又否認有關的言論。

### 被謠傳為中國大陸非法博彩秘訣
自2000年代初起，中國大陆（尤其是鄰近香港的華南地區，以及華中地區）開始興起非法的地下六合彩（私彩）。其中，部分莊家刻意造謠，指《天線寶寶》由所謂「香港六合彩公司」相關人士製作，當中內容暗示六合彩特碼數字，使碼民因該等暗示而「中獎」；其後，謠言更被演化成多種版本（如只有特定電視台轉播的《天線寶寶》，才藏有準確中獎提示；而央視買入《天線寶寶》的播放權，是為了向碼民提前透露私彩結果，以打擊私彩），使大量碼民誤信傳言，紛紛收看本節目，為求提早得到私彩的「開獎結果」，以致《天線寶寶》曾在中國大陆創下比英國本土還高的收視率。

## 網站連結
- 天線得得B 官方網站 （页面存档备份，存于）
- 天線得得B官方的Facebook專頁
- YouTube上的天線得得B官方頻道
- BBC 官方網站（英文）
- 互联网电影数据库（IMDb）上《天線寶寶》的资料（英文）